# Le Canada (journal)
Cet article concerne un quotidien. Pour le navire, voir Le Canada (navire).
Pour les articles homonymes, voir Le Canada et Canada (homonymie).
Le Canada est un quotidien montréalais qui a paru du 4 avril 1903 au 7 novembre 1954. Organe du Parti libéral du Canada, il est dirigé depuis sa création jusqu'à la Noël 1909 par Godfroy Langlois, qui doit démissionner en raison de ses positions anticléricales. Fernand Rinfret lui succède et adopte une position plus modérée, suivant la position officielle du parti. De 1930 à 1934, le journal est dirigé par Olivar Asselin, qui impose à ses journalistes une vision très exigeante du métier. Edmond Turcotte lui succède. Après la Seconde Guerre mondiale, le journal ne réussit pas à s'adapter à l'évolution de son lectorat et disparaît le 7 novembre 1954.
Le tirage est de 9 800 exemplaires en 1903, de 18 000 en 1905 et de 15 200 en 1940.

## Collaborateurs
- Adolphe Nantel
- Edmond Chassé
- Edmond Turcotte
- Jean-Louis Gagnon
- Jean-Marie Nadeau
- Jules Fournier
- Olivar Asselin
- Pierre Laporte (à partir de 1942[2])
- Robert Élie
- Valdombre (Claude-Henri Grignon)
- Willie Chevalier

## Article cité
- P. A. Dutil, « The Politics of Muzzling "Lucifer's Representative": Godfroy Langlois's Test of Wilfrid Laurier's Liberalism, 1892-1910 », Journal of Canadian Studies/Revue d'Études Canadiennes, Peterborough, Ont., nos 28-2,‎ été 1993, p. 113-139.